# 五峰街道
五峰街道，是中华人民共和国贵州省安顺市紫云苗族布依族自治县下辖的一个街道办事处。
2016年1月14日，贵州省人民政府批复同意紫云自治县部分乡镇行政区划调整，新设置的五峰街道辖原松山镇红岩村、中心村、板香村、甘桥村、海子村、青枫村、青河村、青山村、青林村、红光村、磨南村、城北社区、五峰社区，街道办事处驻红岩村。
2019年7月11日，将城东社区、磨南村析出，设立云岭街道。

## 行政区划
五峰街道下辖以下地区：
城北社区、五峰社区、磨南村、甘桥村、海子村、红光村、青山村、青枫村、青河村、中心村、红岩村、板香村和青林村。
2019年7月11日行政区划调整后，五峰街道辖五峰社区、城北社区、板香村、甘桥村、海子村、红光村、红岩村、青枫村、青河村、青林村、青山村、中心村。